# Prospect (Film)
Prospect ist ein US-amerikanischer Science-Fiction-Indiefilm von Chris Caldwell und Zeek Earl mit Pedro Pascal, Sophie Thatcher und Jay Duplass in den Hauptrollen. Er handelt von einem Teenager und ihrem Vater, die zu einem Mond reisen, um im lebensfeindlichen Wald des Mondes wertvolle Perlen abzubauen. Auf dem Mond begegnen sie feindseligen Fremden.

## Handlung
Cee, ein Mädchen im Teenageralter, und ihr Vater Damon steigen in einer Landekapsel aus einem Transportraumschiff auf die Oberfläche eines Waldmondes hinab, der mit giftigen Sporen bedeckt ist, um nach Edelsteinen zu suchen. Während des Abstiegs kommt es zu einer technischen Störung, die das Landegerät lahmlegt, und die beiden landen in einiger Entfernung von ihrem geplanten Schürfgebiet. Das Duo macht sich zu Fuß auf den Weg dorthin und stößt auf eine verlassene Ausgrabungsstätte. Damon und Cee holen eine fleischige Schale aus der Erde und sezieren sie, um einen wertvollen Edelstein zum Vorschein zu bringen. Cee fleht ihren Vater an, den Edelstein zu nehmen und zum Landegerät zurückzukehren, aber Damon besteht darauf, dass sie zum ursprünglichen Landeplatz zurückkehren.
Die beiden machen sich wieder auf den Weg, und Damon wird von Ezra und seinem Begleiter, zwei rivalisierenden Suchern angesprochen. Sie planen ihn auszurauben, aber Damon schlägt ihnen vor, sich zusammenzutun. Damon erklärt, dass er kontaktiert wurde, um einer Gruppe von Söldnern zu helfen, die auf die legendäre „Höhle der Königin“ gestoßen sind, eine Ausgrabungsstätte von außerordentlichem Wert. Damon schlägt vor, dass Ezra, sein Gefährte und Damon zusammenarbeiten und die gesamte Ausgrabungsstätte für sich beanspruchen könnten, anstatt für die Söldner zu graben.
Ezra willigt ein, doch Cee, die sich während der gesamten Begegnung versteckt gehalten hat, überfällt die beiden feindlichen Sucher mit einem Gewehr und erlaubt Damon, Ezra seine Waffe zu entreißen, bevor er ihn und seinen Partner als Geiseln nimmt. Damon versucht, Ezra auszurauben, aber sein Partner greift ihn an und die beiden erschießen sich gegenseitig. Ezras Partner wird getötet und Damon wird tödlich verwundet, bevor er von Ezra selbst hingerichtet wird.
Cee flieht zurück zu ihrem beschädigten Landegerät, das nicht mehr startet, und wird einige Stunden später von Ezra gefunden. Als Ezra versucht, einzutreten, verwundet Cee ihn mit ihrem Gewehr am Arm und nimmt ihn gefangen. Ezra schlägt vor, dass sie Damons ursprünglichem Plan folgen und den Söldnern im Austausch für eine Überfahrt auf dem Schiff der Söldner helfen. Cee stimmt widerwillig zu, und die beiden machen sich auf den Weg zum Versteck der Königin. Ezras Wunde hat sich durch die giftigen Sporen in der Atmosphäre infiziert, und so nähern sich die beiden einer Gruppe menschlicher Dorfbewohner mit der Absicht, gegen eine medizinische Behandlung zu tauschen. Die Dorfbewohner bieten stattdessen einen Handel mit Edelsteinen im Austausch gegen Cee an. Als Ezra nach den Einzelheiten des Angebots fragt, flieht Cee aus dem Dorf und entkommt der Verfolgung durch die Dorfbewohner.
Nachdem er allein auf dem Planeten umhergezogen ist, trifft Cee erneut auf Ezra. Seine Wunde hat sich erheblich verschlimmert, und Cee hilft ihm, seinen Arm zu amputieren. Die beiden machen sich erneut auf den Weg und erreichen bald das Söldnerlager, das das Versteck der Königin umgibt. Nachdem sie eine Überfahrt auf dem Schiff der Söldner ausgehandelt haben, versuchen Cee und Ezra, ihren Teil des Vertrages zu erfüllen und Edelsteine aus der Höhle der Königin zu holen. Mehrere Extraktionsversuche scheitern, und als ihr Söldnerwächter sich umdreht, um ihr Scheitern zu melden, greift Ezra ihn an und tötet ihn. Der Aufruhr zieht den Rest der Söldner an, und es kommt zu einem Kampf. Mehrere Söldner werden getötet, und Ezra wird schwer verwundet. Cee versorgt Ezras Wunde, und die beiden entkommen mit dem Schiff der Söldner in den Orbit.

## Hintergrund
Zeek Earl und Chris Caldwell lernten sich an der Seattle Pacific University kennen. Zusammen gründeten sie die Produktionsfirma Shep Films und drehten zunächst Werbefilme, bevor sie Kurzfilme produzierten. Sie produzierten Prospect zunächst als Kurzfilm mit einem Budget von 21.000 Dollar, das sie über Kickstarter aufbrachten. Der Kurzfilm erregte Aufmerksamkeit, nachdem er auf dem SXSW Film Festival 2014 erstaufgeführt wurde, und wurde schließlich ein Hit auf Vimeo.
Danach wollten sie aus Prospect einen Langfilm machen. Das Duo präsentierte Studios den Pitch und sicherte sich eine Finanzierung in Höhe von 4.000.000 Dollar von den kanadischen BRON Studios.
Für die Herstellung der Raumschiffe, Kostüme und Waffen des Films benötigten sie sieben Monate. Dafür zogen sie in ein ehemaliges Schiffsbaulager in Fremont, Seattle. „Wir stellten viele Leute ein, die noch nie an einem Film gearbeitet hatten: Industriedesigner, Schreiner, Mechaniker, Cosplayer“, sagte Caldwell. „Sie arbeiteten mit uns zusammen, als das Drehbuch geschrieben wurde, und als wir dann das greenlight bekamen, hatten wir eine Art Kunstkollektiv unter einem Dach.“ Das Produktionsteam benutzte ein Computer Numeric Control Kit, um einen Großteil der Innenräume des Schiffes zu gestalten.
Alle Außenaufnahmen von Prospect wurden auf privatem Land angrenzend an den Olympic National Park, Washington gedreht.

## Veröffentlichung & Rezeption
Prospect wurde am 5. März 2018 auf dem Filmfest South by Southwest 2018 erstaufgeführt, wo er den Adam Yauch Hörnblowér Award gewann. Der Distributor Gunpowder and Sky brachte den Film unter ihrem Label Dust am 2. November 2018 in die Regal Cinemas Kinos. Der Film wurde am 8. März 2019 auf Video-on-Demand und Home Media veröffentlicht.